# Manuel Da Tos
Manuel Da Tos (Agordo, 3 marzo 1983) è un ex hockeista su ghiaccio e dirigente sportivo italiano.

## Carriera

### Club
Manuel Da Tos, dopo aver esordito nella prima squadra dell'Alleghe Hockey nella stagione 2000-2001, fu mandato per la stagione successiva in Serie A2 presso l'Unione Sportiva Ghiaccio Zoldo, con cui disputò 32 incontri, segnando 10 reti e fornendo 14 assist. Dopo l'esperienza a Zoldo Da Tos ritornò ad Alleghe. La sua miglior stagione con le Civette dal punto di vista realizzativo fu quella 2006-2007, nella quale in 34 partite segnò tre reti e fornì sei assist.
Nell'estate del 2014 lasciò Alleghe per andare a giocare in Serie A con l'Hockey Club Fassa.
Ha fatto ritorno all'Alleghe Hockey nel giugno del 2018, in seconda serie. Dopo altre tre stagioni, nell'ultima delle quali fu capitano della squadra, al termine della Italian Hockey League 2020-2021 lasciò l'hockey giocato per diventare direttore sportivo dello stesso team alleghese.

### Nazionale
Da Tos esordì con la Nazionale italiana nella selezione Under-18 in occasione dei Mondiali Under-18 del 2001 di Prima Divisione, mentre con la Under-20 disputò i Mondiali di Prima Divisione del 2003.

## Palmarès

### Club
- Campionato italiano - Serie B: 1

Alleghe: 2013-2014